# 河野貴志
河野 貴志（かわの たかし、1996年6月17日 - ）は、宮崎県児湯郡都農町出身のプロサッカー選手。Jリーグ・ジェフユナイテッド千葉所属。ポジションはディフェンダー。
パワーのあるヘディングと長短を織り交ぜた精度の高いキックが特徴

## 来歴
中2のとき、ボランチからセンターバックにコンバート。鵬翔高等学校1年次の2012年には、冬の選手権で優勝。関西大学3年次の2017年には、全日本大学選手権で3位となり、ガンバ大阪U-23の練習にも参加。2018年12月7日、ギラヴァンツ北九州への加入が発表された。
2019年4月27日、J3第7節のブラウブリッツ秋田戦でJリーグデビュー。8月10日、J3第20節のガンバ大阪U-23戦でJ初ゴールを決めた。第29節の秋田戦で千田海人の頭に当てながらも得点した。2020年は肉離れに苦しんだ。2022年は30試合出場、今治戦で1アシスト。
2023年より、ブラウブリッツ秋田に完全移籍。相手守備の裏を取るパスを蹴り込め、縦に速い戦術への適合感がある。第4節千葉戦で高田からのロングスローを頭で競り当てて決勝ゴールを決めた。
2025年、ジェフユナイテッド千葉に完全移籍。

## 所属クラブ
- 都農FC Jr. (都農町立都農小学校)[3]
- 2009年 - 2011年 都農町立都農中学校
- 2012年 - 2014年 鵬翔高等学校
- 2015年 - 2018年 関西大学
- 2019年 -  2022年  ギラヴァンツ北九州
- 2023年 - 2024年  ブラウブリッツ秋田
- 2025年 -  ジェフユナイテッド千葉

## 個人成績
| 国内大会個人成績 | 国内大会個人成績 | 国内大会個人成績 | 国内大会個人成績 | 国内大会個人成績 | 国内大会個人成績 | 国内大会個人成績 | 国内大会個人成績 | 国内大会個人成績 | 国内大会個人成績 | 国内大会個人成績 | 国内大会個人成績 |
| 年度             | クラブ           | 背番号           | リーグ           | リーグ戦         | リーグ戦         | リーグ杯         | リーグ杯         | オープン杯       | オープン杯       | 期間通算         | 期間通算         |
| 年度             | クラブ           | 背番号           | リーグ           | 出場             | 得点             | 出場             | 得点             | 出場             | 得点             | 出場             | 得点             |
| 日本             | 日本             | 日本             | 日本             | リーグ戦         | リーグ戦         | リーグ杯         | リーグ杯         | 天皇杯           | 天皇杯           | 期間通算         | 期間通算         |
| ---------------- | ---------------- | ---------------- | ---------------- | ---------------- | ---------------- | ---------------- | ---------------- | ---------------- | ---------------- | ---------------- | ---------------- |
| 2019             | 北九州           | 20               | J3               | 18               | 2                | -                | -                | 0                | 0                | 18               | 2                |
| 2020             | 北九州           | 20               | J2               | 10               | 0                | -                | -                | -                | -                | 10               | 0                |
| 2021             | 北九州           | 4                | J2               | 12               | 0                | -                | -                | 0                | 0                | 12               | 0                |
| 2022             | 北九州           | 4                | J3               | 30               | 0                | -                | -                | 1                | 0                | 31               | 0                |
| 2023             | 秋田             | 5                | J2               | 40               | 2                | -                | -                | 0                | 0                | 40               | 2                |
| 2024             | 秋田             | 5                | J2               | 37               | 3                | 2                | 0                | 0                | 0                | 39               | 3                |
| 2025             | 千葉             | 28               | J2               |                  |                  |                  |                  |                  |                  |                  |                  |
| 通算             | 日本             | 日本             | J2               | 99               | 5                | 2                | 0                | 0                | 0                | 101              | 5                |
| 通算             | 日本             | 日本             | J3               | 48               | 2                | -                | -                | 1                | 0                | 49               | 2                |
| 総通算           | 総通算           | 総通算           | 総通算           | 147              | 7                | 2                | 0                | 1                | 0                | 150              | 7                |

- Jリーグ初出場 - 2019年4月27日 J3リーグ第7節 対ブラウブリッツ秋田戦（ソユースタジアム）
- Jリーグ初得点 - 2019年8月10日 J3リーグ第20節 対ガンバ大阪U-23戦（ミクニワールドスタジアム北九州）

## トリヴィア・エピソード・人物
- 大学生のときのギラヴァンツでの練習参加では、寮の2人部屋が諸岡裕人と一緒だった[3]。